# 伴美幸
伴 美幸（ばん みゆき、1993年10月14日 - ）は、日本の女性ファッションモデル、女優である。ファイブ☆エイト所属。

## 人物
- 趣味は囲碁、三味線。
- 特技はダンス。

## 出演

### テレビ
- 天才ビットくん（2003年、NHK教育）早乙女未来（少女期）役
- エースをねらえ!#8（2004年、テレビ朝日）竜崎麗香（少女期）役
- キッズステーションほか「モンすたージオ」（2004年、CS）ミュウ 役 - レギュラー

### スチル
- イオン「スクール水着」（POP）
- モバイル放送「モバHO」（新聞広告・雑誌広告）
- 三越「七五三」（カタログ・ポスター）
- 須磨学園中学校2008年度パンフレット

### 雑誌
- 新潮社「ニコ☆プチ」 創刊号
- 小学館「ちゃお」専属

### DVD
- 天使の翼「あすなろ日記」

### ネットドラマ
- 「MAIL」第3昇天（2004年、角川大映）絵の中の少女役

ほか多数